# 紀元前645年
紀元前645年（きげんぜん645ねん）は、西暦（ローマ暦）による年。紀元前1世紀の共和政ローマ末期以降の古代ローマにおいては、ローマ建国紀元109年として知られていた。紀年法として西暦（キリスト紀元）がヨーロッパで広く普及した中世時代初期以降、この年は紀元前645年と表記されるのが一般的となった。

## 他の紀年法
- 干支 : 丙子
- 日本
  - 皇紀16年
  - 神武天皇16年
- 中国
  - 周 - 襄王7年
  - 魯 - 僖公15年
  - 斉 - 桓公41年
  - 晋 - 恵公6年
  - 秦 - 穆公15年
  - 楚 - 成王27年
  - 宋 - 襄公6年
  - 衛 - 文公15年
  - 陳 - 穆公3年
  - 蔡 - 荘侯元年
  - 曹 - 共公8年
  - 鄭 - 文公28年
  - 燕 - 襄公13年
- 朝鮮
  - 檀紀1689年
- ユダヤ暦 : 3116年 - 3117年

## できごと

### 中国
- 楚軍が徐を攻撃した。
- 斉の桓公・魯の僖公・宋の襄公・陳の穆公・衛の文公・鄭の文公・許の僖公・曹の共公らが牡丘で会盟し、匡に宿営した。諸侯の連合軍が徐を救援した。
- 斉と曹の軍が厲を攻撃した。
- 宋軍が曹を攻撃した。
- 楚軍が婁林で徐軍を撃破した。
- 晋と秦の軍が韓で戦い、晋の恵公が捕らえられた（韓原の戦い）。

## 死去
- 管仲